# Phragmidium pauciloculare
Phragmidium pauciloculare är en svampart som beskrevs av P. Syd. & Syd. 1912. Phragmidium pauciloculare ingår i släktet Phragmidium och familjen Phragmidiaceae.   Inga underarter finns listade i Catalogue of Life.